# Геміцелюлоза
Геміцелюло́за (або напівклітковина, англ. hemicellulose) — структурована суміш різних складних некрохмальних і нецелюлозних полісахаридів рослин, які супроводжують целюлозу в стінках рослинних клітин (в деяких рослинах складає переважну частину вуглеводів), але гідролізуються значно легше за неї. Терміни «геміцелюлоза» і «пентозани» часто використовують для означення одного і того ж, що часто ускладнює розуміння їх значення.
Геміцелюлози зараховують до вищих молекулярних сполук, вони займають проміжне положення між целюлозою й крохмалем. У рослинах геміцелюлози служать опорним конструкційним матеріалом і, можливо, резервною поживною речовиною.
Ступінь полімеризації геміцелюлоз в середньому 100-200.
Геміцелюлози здатні гідролізуватися 2—4%-м розчином HCl з утворенням пентозанів, гексозанів і поліуронідів причому, у свою чергу, пентозани й гексозани при подальшому гідролізі утворюють відповідно пентози й гексози.
Вміст геміцелюлоз в деревині та інших рослинних матеріалах — соломі, лушпинні насіння, кукурудзяних качанах тощо становить 13-43%.